# گروه چونلان
گروه چونلان (انگلیسی: Chunlan Group) شرکت الکترونیک چینی است، که در سال ۱۹۸۵ تأسیس شد.